# Simon Jakob Wennerstedt
Simon Jakob Wennerstedt, född 6 januari 1687 på Sörby gård i Varvs socken, Östergötlands län, död 2 april 1762 på Solberga i Veta socken, samma län, var en svensk militär och godsägare.

## Biografi
Winnerstedt blev student vid Uppsala universitet 1698 och volontär vid Upplands tremänningskavalleriregemente 1701 samt korpral och adjutant där samma år. Han blev adjutant vid fortifikationsfältstaten 1702 och kornett vid Upplands ståndsdragonregemente 1702, tilldelades konfirmationsfullmakt 1703 och blev sekundlöjtnant samma år. Han blev premiärlöjtnant 1704 och kapten 1706, tilldelades konfirmationsfullmakt 1707 och blev major vid Västgötadals regemente 1722 samt tilldelades överstelöjtnants karaktär samma år. Han blev överstelöjtnant vid regementet 1737 och fick överstes avsked 1743. Som militär medverkade han bland annat i Jakobstadt, där han blev sårad i högra knäet, Gemauerthof, Liesna och Poltava. Vid Perevolotjna blir han krigsfånge 1 juli 1709 och först förd till Kasan och sedan till Sabaksar, efter fredsslutet 1722 kunde han återvända till Sverige. Han fick generalmajors karaktär 1752 och blev Riddare av Svärdsorden 1748. Han blev direktör vid Vadstena krigsmanshus 1758. Som godsägare drev han ett flertal gårdar förutom huvudgården Solberga fideikommiss drev han bland annat Sörby säteri  i Östergötland som han ombildade till ett fideikommiss 1731. Från sin svärfars änka, Brita von Berchner, ärvde han 1740 Rockelstad slott där han lät inreda gästrumsflygeln med de handhyvlade dörrar och paneler, man fortfarande kan bese i dess undervåning.   

### Familj
Simon Jakob Wennerstedt var son till generallöjtnant Anders Winnerstedt (1650-1723) och Catharina Rosenberg (1650-1717), samt från 1725 gift med Beata Sabina Rosenholm (1708-1774) som var dotter till överjägmästaren Carl Rosenholm. Han var bror till Carl Gustaf Wennerstedt. Winnerstedt är begravd i Veta kyrka, där hans vapen är uppsatt.